# Schieferbrüche um Lehesten
Schieferbrüche um Lehesten este o arie protejată (arie specială de conservare — SAC, sit de importanță comunitară — SCI) din Germania întinsă pe o suprafață de 241 ha, integral pe uscat.

## Localizare
Centrul sitului Schieferbrüche um Lehesten este situat la coordonatele 50°30′15″N 11°26′39″E / 50.5042°N 11.4442°E.

## Înființare
Situl Schieferbrüche um Lehesten a fost declarat sit de importanță comunitară în septembrie 2000 pentru a proteja 11 specii de animale. Situl a fost protejat și ca arie specială de conservare în iulie 2008.

## Biodiversitate
Situată în ecoregiunea continentală, aria protejată conține 8 habitate naturale: Pajiști uscate europene, Fânețe montane, Grohotișuri silicioase medio-europene, la altitudine înaltă, Pante stâncoase silicioase cu vegetație casmofită, Roci stâncoase cu vegetație pionieră de Sedo-Scleranthion sau Sedo albi-Veronicion dillenii, Păduri de fag Luzulo-Fagetum, Păduri aluvionare cu Alnus glutinosa și Fraxinus excelsior (Alno-Padion, Alnion incanae, Salicion albae), Păduri acidofile de Picea de la nivel montan la nivel alpin (Vaccinio-Piceetea).
La baza desemnării sitului se află mai multe specii protejate:
- păsări (9): minunița (Aegolius funereus), fâsă de luncă (Anthus pratensis), buha (Bubo bubo), barză neagră (Ciconia nigra), ciocănitoare neagră (Dryocopus martius), Falco peregrinus peregrinus, ciuvică (Glaucidium passerinum), sfrâncioc roșiatic (Lanius collurio), gaia roșie (Milvus milvus)
- mamifere (2): liliac cârn (Barbastella barbastellus), liliac comun (Myotis myotis)

Pe lângă speciile protejate, pe teritoriul sitului au mai fost identificate 9 specii de plante, 11 specii de mamifere, 40 de specii de nevertebrate, 4 specii de reptile.